# 김기남 (정치인)
김기남(金己男, 1929년 8월 28일~2024년 5월 7일)은 조선민주주의인민공화국 로동당의 정치인이었다.
북조선 외무성 부상 직책을 지낸 김영남(金永南)의 친동생이기도 한 그는 전임 《조선로동당 선전선동부》 부장、《조선민주주의인민공화국 국무위원회》 위원(원 《국방위원회》),현재 조선민주주의인민공화국의 《로동당 중앙위원회 정치국》 위원、《로동당 중앙위원회 정무국》 부위원장(원《비서국》)、《조국평화통일위원회》 부위원장 등의 직무를 담당한 전력이 있다.

## 경력
1935년 일제강점기 위만주국 시대 료녕성 관전현경내(혹은 헤이룽장성 《안달(安达)》지구)에서 《김택세(金择世)》부친의 《둘째아들》(차남)로 출생하여 어린 시절, 만주국 헤이룽장 성 안달 지구를 거쳐 《본관지》인 일제 강점기 조선 전라북도 전주와 《적관지》인 일제 강점기 조선 평안북도 구성에서 지난날 한때 잠시 유아기를 보낸 적이 있고 훗날 위만주국시대에 《가족》과함께 《목란현》(木兰县)경내에서 거주생활하였다.
1945년 일제가 패망하고 중국동북지구가 광복을 맞이한후 《신중국》이 건립되는 시대이던 1948년경 그의 《가족》은 상지현 《흑룡궁》지역(현 상지시 《흑룡궁진（黑龙宫镇）》지역)으로 이주하였다.
1950년대에《송강성립제일초급조선중학교（松江省立第一初级朝鲜中学）》(현 《흑룡강성 상지시조선족중학교（黑龙江省尚志市朝鲜族中学）》)를 필업하고 본교의 《사범부（师范部）》를 졸업, 그 후 《연변대학》에서 학습하였다.
1955년경 《조선정부》의 《복구건설》수요로하여 《가족》과 함께 《조선》으로 이주하였다.
《조선》으로 이주 및 귀국한 후 《만경대혁명학원》과 《김일성종합대학》을 나왔다. 그리고 소비에트연방 《모스크바 국제대학》에도 류학하였다.
1960년경에 《김일성종합대학》에서 교원으로 사업하였다.
1961년 8월에 로동당 《과학교육부》 부부장직을 담당하였다.
1976년 4월에 《로동신문》의 책임주필이 되었다.
1977년 11월에 《제6기 최고인민회의》에서 대의원겸 《상설회의》 위원으로 선출되었다.
1977년 12월에 《기자동맹 중앙위원회》 위원장으로 추대되었다.
1980년 10월에 《조선로동당 제6차 대회》에서 중앙위원으로 선출되었고,
1985년 10월에 로동당 《선전선동부》 부장에 임명되었다.
1990년 4월에 《제9기 최고인민회의》에서 대의원으로 선출되었다(《자강도》 강서지구).
1992년 12월에 로동당 《중앙비서국》 선전담당 비서를 맡아 홍보를 담당했으며,
2001년 9월에는 사상교육 담당 비서가 되었다.
2009년 8월 18일, 대한민국 김대중 대통령 사망 때, 《조선민주주의인민공화국 조문단》의 일원으로 8월 21일부터 23일까지 방남했다.
2010년 9월 28일 《조선로동당 제3차 대표자회》 및 《중앙위원회 총회》에서 《로동당 중앙위원회 정치국 》 위원과 《로동당 중앙위원회 비서국》 비서로 선출되었다.
2011년 12월, 《김정일》위원장 사망당시에 《국가 장의위원회》 위원으로 선출된 때에는 《로동당 선전선동부》 부장을 담당하였다.《김정일》위원장의 장례식때 영구차를 둘러싸고 걸었던 8명의 권력 중추 인물 중 한 명이다.
2016년 6월 29일부터 2018년 4월 11일까지 《조선민주주의인민공화국 국무위원회》 위원직(서열 5위)을 수락하였다.

## 같이 보기
- 조선민주주의인민공화국의 정치